# Натурализм (философия)
Натурали́зм (фр. naturalisme; от лат. naturalis — природный, естественный) — философское направление, которое рассматривает природу как универсальный принцип объяснения всего сущего, причём часто открыто включает в понятие «природа» также дух и духовные творения; биологическое мировоззрение XIX века.
По Канту, натурализм есть выведение всего происходящего из фактов природы. В этике — это требование жизни, согласующейся с законами природы, развитие естественных побуждений, а также философская попытка объяснить понятия морали чисто природными способностями, побуждениями, инстинктами.

## Онтологический натурализм
Онтологический (метафизический) натурализм, в рамках которого обсуждаются вопросы о том, что существует или не существует в мире.
Центральным тезисом онтологического натурализма является утверждение вида «Все что существует, имеет определённое качество А» о том, что существует (позитивная версия), и утверждение вида «Объекты, обладающие качеством В не существуют», о том, чего не существует (негативная версия). К положительным вариантам онтологического натурализма можно отнести многие формы физикализма и материализма.
Куайн доказывает, что «концептуальная схема» языка определяет структуру онтологии. При экспликации онтологической проблематики на языке экстенсиональной логики он формирует свой знаменитый тезис: «Быть — значит быть значением связанной переменной». Предпочтение одних онтологических картин другим объясняется сугубо прагматическими мотивами. С этим связан и тезис «онтологической относительности», в соответствии с которым наше знание об объектах, обусловлено теми научными теориями, которые мы используем. «Сущее как таковое» вне поля устанавливающих его языка и теории немыслимо.
Философия, согласно Куайну, принципиально не отличается от естественных наук, выделяясь лишь несколько большей степенью общности своих положений и принципов (ср. тезис Г. Спенсера). «Физик говорит о каузальных связях определённых событий, биолог — о каузальных связях иного типа, философ же интересуется каузальной связью вообще… что значит обусловленность одного события другим… какие типы вещей составляют в совокупности систему мира?» Собственную позицию Куайн квалифицирует как натурализм, или научный реализм.

## Эпистемологический натурализм
Эпистемологический натурализм обсуждает источник веры, лежащей в основе знания.
Эпистемологический натурализм имеет две разновидности — экстернализм и интернализм, которые расходятся в толковании источника ментальных состояний. С точки зрения экстернализма, причиной наших представлений являются внешние по отношению к нам субъекты. Для интерналиста не существует внешних объектов или сущностей, которые лежат вне мозга субъекта и все представления о мире являются следствием ментальных состояний. Обе версии эпистемологического натурализма отрицают возможность априорного знания.

## Семантический натурализм
Семантический натурализм описывает процесс смыслообразования и признаки, которые отличают осмысленные предложения от бессмысленных. Ядром семантического натурализма является утверждение о том, что философские утверждения относительно языка, имеющие познавательную ценность, должны формулироваться в рамках естественных наук. Семантический натурализм имеет сильную и слабую версии. Сильная версия натурализма выставляет требование логической редукции, согласно которому, все осмысленные суждения следует сводить к суждениям естественных наук, особенно физики, что обеспечит терминологическую и методологическую гомогенность и единство. Слабая версия семантического натурализма преследует цель разработать способ провести границу между эмпирической и теоретической областями в научной теории.

## Методологический натурализм
Методологический натурализм, в рамках которого обсуждаются допустимые в философии методы. Методологический натурализм имеет слабую и сильную версии.
Сильная версия методологического натурализма утверждает, что в философии допустимы исключительно естественно-научные методы, которые используются в естественных науках, поскольку только они ведут надежным путём получения знаний. Эта версия часто формулируется как требование исключить из научного рассмотрения телеологическое объяснение в пользу причинного.
Слабая версия методологического натурализма является вариантом утверждения об отсутствии четких границ между различными естественными науками. Поскольку строгих границ, по мнению методологического натуралиста, не существует, возможно перенесение методов естественных наук в область наук гуманитарных.
Обе версии методологического натурализма исключают возможность трансцендентальной философии и исследований в области теории познания, выходящих за рамки материи. Ярким примером сциентизма является «натурализированная эпистемология» Куайна, который прямо определял свои взгляды как натурализм (или научный реализм): «Эпистемология, или что-то подобное, просто оказывается частью психологии и, следовательно, естественной наукой. Она изучает природные явления, такие как физический человеческий субъект».

## Антинатурализм
Онтологический антинатурализм выступает против сведения всех процессов к причинно обусловленным, указывая на акты свободы воли и творческую активность человека.
Эпистемологический антинатурализм защищает право на существование альтернативных (не натуралистических) теорий познания.
Семантический антинатурализм утверждает осмысленность определённого класса высказываний, которые касаются описания психического состояния субъекта, несводимого к физикалистскому языку.
Методологический антинатурализм ставит вопрос о допустимости применения данных естественных наук для решения философских проблем, поскольку естественнонаучные методы не гарантируют достоверного знания.

## Критика натурализма
1. Самообращение. Натурализм сам ненаучный и, таким образом, недостаточно обоснован. Аргумент самообращения может быть усложнен дополнительным рассуждением о том, что принципы натурализма не являются априорными и, следовательно, должны оцениваться не как достоверные суждения, а как вероятностные.
2. Возможность альтернативных подходов. Поскольку натурализм не достоверен, постольку натуралистические указания на то, какие области и аспекты человеческой деятельности доступны для изучения, не запрещают альтернативных подходов. Эта брешь в основании натурализма является лазейкой не только для вполне легитимных альтернативных философских методов — спекулятивной метафизики, интроспекции, ментализма, экзистенциализма, но и для эзотерики, мистики, спиритуализма.
3. Нормативность. Согласно натурализму, решение философских проблем возможно только на основе данных естественных наук. Но если эпистемологические проблемы являются научными проблемами, то философы не должны вмешиваться в решение этих проблем.
4. Парадокс Гуссерля. Недостаточное обоснование натурализма ведёт к релятивизму: структура нашего мозга определяет вид нашей логики, то есть наш путь построения заключений. Поэтому содержание некоторой пропозиции может быть истинно для одного вида мозга и ложно для другого. Это утверждение известно как парадокс Гуссерля: «натурализованная эпистемология думает, что должна найти основной язык или фундаментальную „схему мышления“, которая получена здесь и сейчас, и мы должны принять их перед тем, как мы сможем их обосновать».
5. Теоретическая нагруженность языка и наблюдения. Одна из задач натуралиста — дать описание области ментальных явлений в научных терминах, без ссылки на «духовное». В словарь натуралиста входят такие термины, как «информация», «значение», «репрезентация», «признаки». Однако определение этих терминов подразумевает субъекта, его представление и понимание, целевые установки. Информация предполагает наличие канала передачи и декодирующее устройство, в качестве которых, применительно к человеческому субъекту, понимаются органы чувств и сознание. Значение зависит от словоупотребления в речи, репрезентация возможна там, где возможна интерпретация и понимание, признак является признаком для кого-то. Таким образом, натуралисту не удается избежать менталистской терминологии.